# France 5
France 5 is een van de publieke omroepzenders van Frankrijk en is onderdeel van France Télévisions. De zender is opgericht op 13 december 1994. De programma's zijn gericht op onderwijs, wetenschap en kennis. Het kanaal zendt talk-shows, culturele programma's en documentaires uit.

## Geschiedenis
Bij de start van de zender in 1994 kreeg de zender de naam La Cinquième (de vijfde). Vanaf januari 2002 werd de zender toegevoegd aan de openbare omroep van Frankrijk en kreeg het de naam France 5 (Frankrijk 5). Ook werd het toen een 24 uurskanaal.

## Ontvangst
France 5 is in Frankrijk voor iedereen te ontvangen via TNT, kabel-tv en satelliet. Ook in het buitenland zoals België is de zender te ontvangen.